# Reprezentacja Malty w koszykówce kobiet
Reprezentacja Malty w koszykówce kobiet – drużyna, która reprezentuje Maltę w koszykówce kobiet. Za jej funkcjonowanie odpowiedzialny jest Maltański Związek Koszykówki.